# Marjanca Jemec Božič
Marjanca Jemec Božič, slovenska ilustratorka, * 16. september 1928, Maribor.

## Življenjepis
Marjanca Jemec Božič se je rodila v Mariboru, vendar se je že v rani mladosti z družino preselila v Ljubljano. Tako je osnovno šolo in gimnazijo obiskovala na Poljanah. V četrtem letniku gimnazije je imela popravni izpit iz likovnega pouka, ker profesor ni verjel, da Marjanca risbe, ki jih je prinašala v šolo, riše sama.
Po končani gimnaziji se je vpisala na Akademijo za likovno umetnost v Ljubljani in po končanem študiju dobila službo pri časopisu Delavska enotnost, kjer je bila zadolžena za risanje portretov in drugih grafičnih dodatkov k člankom.
Marjanca Jemec Božič od nekdaj ustvarja v Ljubljani, njene ilustracije pa so krasile praktično vse slovenske mladinske revije. Prva knjiga, ki jo je ilustrirala, pa je bila knjiga Kajetana Koviča Franca izpod klanca. Kasneje je ilustrirala še veliko drugih knjig slovenskih avtorjev, med katerimi izstopa besedilo Josipa Ribičiča Nana, mala opica ter knjige Piko Dinozaver Leopolda Suhodolčana, Rdeči škorenjčki Branke Jurca, Prodajamo za gumbe Vide Brest, Jakec in stric hladilnik Polonce Kovač in mnoge druge. Mnoge od teh knjig so bile z njenimi ilustracijami prevedene v več svetovnih jezikov.
Poleg tega je Marjanca Jemec Božič sodelovala na mnogih skupinskih razstavah, za seboj pa ima tudi več kot 20 samostojnih razstav, kar jo uvršča v sam vrh slovenskih ilustratorjev.

## Nagrade
- Prix Japon - 1971
- priznanje za UNICEF-ovo voščilnico Otroci na vasi - 1974
- Kajuhova nagrada - 1981
- Levstikova nagrada - 1981
- Levstikova nagrada za življenjsko delo - 2003
- nagrada Hinka Smrekarja za življenjsko delo - 2006